# Rob Bolland
Robert (Rob) Johannes Bolland (Port Elizabeth, 17 april 1955) is een Nederlandse componist, producer en zanger. 
Voor zijn loopbaan als componist en producer vormde hij met zijn broer Ferdi het succesvolle duo Bolland & Bolland.
De broers Rob en Ferdi Bolland zijn onder meer bekend als componisten en producers van de wereldhits Rock Me Amadeus en Jeanny, allebei van de Oostenrijkse zanger Falco en In the Army Now van Status Quo . Ook schreef hij mee aan de musical over Falco en de voorstelling van 3 Musketiers.
Op 20 mei 2006 was hij samen met zijn broer te gast in Dit was het nieuws.
De componist heeft al jaren onenigheid met zijn oude uitgever Willem van Kooten. Hij zegt nog miljoenen euro's tegoed te hebben van Van Kooten.
In 2017 werd kanker bij hem geconstateerd. In 2020 werd bekend dat het ongeneeslijk is.
- Gemeinsame Normdatei: 134332954
- International Standard Name Identifier: 0000 0000 8005 6186
- Nationale Bibliotheek van Letland: 000097605
- MusicBrainz: 78464651-0f74-4129-98d8-d79029c71a05
- Nationale Bibliotheek van Tsjechië: xx0071779
- Nationale Bibliotheek van Polen: a0000002532043
- Nationale en Universitaire bibliotheek Zagreb: 000065208
- Nederlandse Thesaurus van Auteursnamen: 071574212
- Virtual International Authority File: 85767548
- WorldCat: E39PBJB8qPrPdRRTmRgKgFtxjC